# Њемцовке
Њемцовке (рус. Немцовки) су биле новчанице у виду платежних бонова издате од стране управе Нижњеновгородске области Руске Федерације током 1992. године. Назив су добиле по Борису Јефимовичу Њемцову који је тада био управник области. 
Након распада СССР долази до појаве тржишне економије у Русији. Цијене робе и производа су се још контролисале од стране државе, међутим све је теже такво нешто било спроводити у вријеме велике инфлације. Многа предузећа су банкротирала, а висока цијена производње робе довела је до снижавања плата. Становништво је тешко себи могло у потпуности обезбиједити потрепштине, па се због тога уводе бонови како би се смањила емисија новца у појединим дијеловима Русије. Бонови су давани заједно са платом и уз помоћ њих је било могуће у продавницама набавити одређену количину производа у току мјесеца. Једнако економија једног региона у држави је зависио од економског развоја цијеле земље, што није било у потпуности могуће због раста новчане масе. Раст новчане масе је испровоцирао и раст инфлације. Због тога у појединим областима Русије попут Татарстана, Јекатеринбурга и Нижњеновгородске области формирају сопствене платежне бонове, који су све до учвршћивања рубље имали улогу новца. 

Платежни бонови у Нижњеновгородској области ("њемцовке") се појављују након потписивања одлуке администрације Нижњеновгородске области бр. 176 "О провођењу обласног зајма" (рус. О проведении областного займа) од стране Бориса Њемцова 23. августа 1992. године. Становништво је већ вечери истог дана преко вечерњег дневника било упознато са поступком обласне управе. Облигација зајма се појавила у виду потрошачког благајничког записа у номиналима 50, 100, 500, 1000, 5000 и 10 000 рубаља. Израда облигација, тј. новчаница је затражена и наручена од Пермске фабрике Гознака на општу суму од 10,8 милијарди рубаља. "Њемцовке" су у свим апоенима изгледале једнообразно, а само се са сваким номиналом разликовала боја. На лицу "њемцовке" су били приказани Нижњеновгородски кремљ и стара зграда Градске Думе Нижњег Новгорода, а на наличју се налазио грб области. Натпис који се налазио на наличју је омогућавао и потврђивао да се "њемцовке" могу користити у својству новца. Текст натписа гласи: 
"Органи власти Нижњеновгородске области обезбјеђују пријем потрошачких благајничких записа у све видове плаћања свим предузећима и институцијама по номиналној вриједности."

Код појединаца се овакав економски поступак видио као покушај формирања сопствене валуте у једном од руских региона. Да би се избјегло могуће економско осамостаљивање Нижњеновогордске области унутар Русије, федералне власти отправљају одређену суму новца у локални трезор, којим је било могуће исплаћивати плате становништву. Облигације су се чувале све до идућег одговарајућег момента за њихову употребу.
Током свог постојања ове новчанице су биле познате и под другим називима, попут "папирићи" (рус. фантики) и "картице" (рус. билетики), који су били до тада карактеристични као надимак тадашњим новчаницама рубље, али и под надимцима као што су "нижњеновгородке" (рус. нижегородки), "борке" (рус. борьки) и "јављинке" (рус. явлинки; по једном од аутора овакве реформе Григорију Алексејевичу Јављинском). 